# جان کارو
جان کارو (انگلیسی: John Carew؛ زاده ۵ سپتامبر ۱۹۷۹) یک بازیکن فوتبال اهل نروژ است.